# オードブル (アルバム)
『オードブル』は、日本のバンド・シャイトープの1枚目のアルバム。2024年2月7日にshytaupe recordsより発売された。
本作は、バンド初の全国流通CD作品である。

## 概要
バンドにとって初のフルアルバム。本作発売までにバンドはCDシングルを発売していなかったため、バンドにとって初の全国流通CD作品である。
本作には、配信限定シングル6タイトルと、デビューシングル収録の「部屋」、自身初のストリーミング1億回再生を突破した「ランデヴー」を含む、全14曲が収録された。うち6曲は、ライブ限定盤CDに収録されていた作品である。
2023年12月28日、本作の発売がバンドのホームページにて告知された。
2024年1月17日、2月7日のCDリリースに先駆けてアルバム全曲が先行配信リリースされた。

## 収録内容
| 全作詞・作曲: 佐々木想。 |                    |           |            |  |      |
| #                        | タイトル           | 作詞      | 作曲・編曲 |  | 時間 |
| 1.                       | 「None」           | 佐々木想  | 佐々木想   |  | 2:21 |
| 2.                       | 「マーガリン」     | 佐々木想  | 佐々木想   |  | 3:02 |
| 3.                       | 「sunny」          | 佐々木想  | 佐々木想   |  | 3:53 |
| 4.                       | 「pink」           | 佐々木想  | 佐々木想   |  | 4:26 |
| 5.                       | 「ランデヴー」     | 佐々木想  | 佐々木想   |  | 3:59 |
| 6.                       | 「Burn!!」         | 佐々木想  | 佐々木想   |  | 3:33 |
| 7.                       | 「誘拐」           | 佐々木想  | 佐々木想   |  | 3:20 |
| 8.                       | 「curry & rice」   | 佐々木想  | 佐々木想   |  | 2:24 |
| 9.                       | 「桃源郷」         | 佐々木想  | 佐々木想   |  | 4:05 |
| 10.                      | 「部屋」           | 佐々木想  | 佐々木想   |  | 4:32 |
| 11.                      | 「Begin Again」    | 佐々木想  | 佐々木想   |  | 4:03 |
| 12.                      | 「天使にさよなら」 | 佐々木想  | 佐々木想   |  | 4:28 |
| 13.                      | 「tengoku」        | 佐々木想  | 佐々木想   |  | 3:39 |
| 14.                      | 「オードブル」     | 佐々木想  | 佐々木想   |  | 2:09 |
| 合計時間:                | 合計時間:          | 合計時間: | 49:54      |  |      |